# Li Xiaoqin
Li Xiaoqin (chiń. upr. 李晓勤; chiń. trad. 李曉勤; pinyin Lǐ Xiǎoqín; ur. 7 grudnia 1961 w Henanie) – chińska koszykarka, występująca na pozycjach rozgrywającej lub rzucającej, reprezentantka kraju, brązowa medalistka igrzysk olimpijskich, po zakończeniu kariery zawodniczej trenerka koszykarska.

## Osiągnięcia
Na podstawie, o ile nie zaznaczono inaczej.

### Reprezentacja
- Brązowa medalistka olimpijska (1984)[3]
- Uczestniczka:
  - igrzysk olimpijskich (1984, 1988 – 6. miejsce)[4][5][6]
  - kwalifikacji olimpijskich (1988 – 3. miejsce)[7]

### Trenerskie
Asystentka
- Mistrzostwa świata U–19 (2019 – 5. miejsce)[8]